# Musterknabe
Musterknabe, die weniger bekannte, aber allgemeinere Version des Begriffs Musterschüler, ist ein wesentlich von Paul von Schönthan Ende des 19. Jahrhunderts geprägter Begriff für vorbildliche Knaben, die sich zu benehmen wissen und so tatsächlich oder zumindest dem Anschein nach diszipliniert, gebildet, vornehm und höflich sind.

## Begriff
Ein engerer Begriff für den Musterschüler ist der Primus Omnium, welcher den notenbesten Abiturienten eines Gymnasiums bezeichnet.
Insofern sich jemand selbst zum Musterknaben stilisiert, wird der Begriff ironisch-negativ gebraucht.

## Gebrauch
Nach dem Zweiten Weltkrieg hat Walter Scherf mit seinem Anstandsbuch für Jungen diesen Begriff wieder aufleben lassen, der dann bis heute auch Eingang in zahlreiche literarische Bücher erhalten hat.
Nochmals größere Verbreitung fand der Begriff durch den unter diesem Titel bekannten Film mit Gunther Philipp und Peter Alexander, einer Persiflage der „Feuerzangenbowle“ im typischen „Peter-Alexander-Stil“.

## Übertragene Bedeutung des Begriffs
Zunehmend findet sich auch die übertragene Verwendung auf Länder und Nationen, so dass zum Beispiel von Deutschland, Japan, China und die meisten EU-Länder als Musterknabe innerhalb der Staatengemeinschaft die Rede sein konnte. In diesem Zusammenhang spricht man auch vom Musterknaben der Nation oder der Republik. Das Gegenteil wäre: Das Sorgenkind der Nation oder ähnliches.